# Йоан Никиуски
Йоа̀н Никиу̀ски е египетски коптски епископ на Никиу (Пашати) – град в делтата на Нил, назначен през 696 г. за главен управник на манастирите из Горен Египет. Той е автор на летопис, обхващаща периода от Адам и Ева до края на арабското завоюване на Египет.
Според Историята на патриарсите на Александрийската коптска църква, Йоан Никиуски живее по времето на патриарсите Йоан III Семнудски, Исаак Александрийски и Симеон Александрийски. Но когато Йоан Никиуски наказва един монах за неговото провинение толкова жестоко, че след десет дни той умира, патриарх Симеон отстранява Йоан от поста му.
Хрониката на Йоан Никиуски е написана почти изцяло на гръцки език, освен някои от главите, касаещи Египет, които, съдейки по имената, вероятно са написани на коптски. Творбата е оцеляла благодарение на етиопския превод на арабски от 1602 г. На места текстът е непълен поради случайно изпуснати части. Най-очевидните липсващи пасажи покриват 30-годишния промеждутък от 610 г. до 640 г.
Хрониката е най-известна със своите сведения за ранния VII век. Йоан щателно разглежда бунта на тракийските войски от 602 г. и последвалото низвергване на император Маврикий от узурпатора Фока. Неговите сведения обогатяват значително познанията ни за властването на Фока, хвърляйки светлина и върху успешния метеж срещу императора, започнат в Картаген от Ираклий. Текстът, разкриващ водените от Ираклий персийски войни, не е оцелял.
Може би най-важната част от Йоановата Хроника е тази, която проследява завоюването на Египет от мюсюлманските войски на Амр ибн ал-Ас. Въпреки че самият той вероятно не е бил пряк свидетел на събитията, Йоан е от поколението, последвало самото арабско нашествие. Неговите сведения са най-точният източник за въпросните събития, тъй като летописи от съвременници на нашествието не са запазени. Йоан описва повратните събития от кампанията на Амр, като превземането на римското укрепление във Вавилон и падането на Александрия. Въпреки че той красноречиво описва подробностите, хронологията на събитията в текста на места е объркваща.
Йоан отбелязва, че мюсюлманите не разрушават християнските свети места, но засвидетелства и за множеството зверства, извършени срещу египтяните, както и за огромните нови данъци, наложени на местното население. В някои случаи данъците били толкова непосилни, че семействата били принудени да продадат децата си в робство, за да ги изплатят. Йоан също така споменава укорително за многото египтяни, които се отричат от християнството и приемат исляма.
Изхождайки от монофизитска гледна точка, оспорваща утвърдените в Халкедонския събор от 451 г. християнски догми, Йоан посочва ислямското нашествие в Египет като наказание свише за „халкидонската ерес“, която по това време властва в Римската империя. В заключителната част на своята Хроника Йоан описва отчаянието на покорените александрийци: „Никой няма да смогне да разкаже за скръбта и воплите, които този град преживя…. И нямаше кой да им помогне, и Господ разби надеждите им и даде християните в ръцете на техните врагове.“
В хрониката на Йоан Никиуски, която още през 1918 г. се ползва от Васил Златарски, са дадени сведения за българския кан Кубрат, които допълват образа му от хрониката на Теофан Изповедник от IX век. Именно епископ Йоан дава сведенията, че в младостта си Кубрат е бил покръстен в християнската вяра и отрасъл в обкръжението на Ираклий. Очевидно сведенията за Кубрат в летописа на Патриарх Никифор от IX в., които отсъстват при Теофан, са във връзка със сведенията, които е имало за Кубрат дотогава, части от които хрониката на Йоан Никиуски също е съхранила.